# 万寿路站 (北京市)
万寿路站是一个位于中国北京市海淀区万寿路街道复兴路、万寿路交叉口，属于北京地铁1号线的地铁车站。万寿路站在1971年8月15日开始对外试运营。

## 位置
这个站位于复兴路和万寿路交汇处。

## 结构

### 车站楼层
| 地面层          | 街道                                   | A-D出入口                        |
| 地下一层 站厅层 | 站厅                                   | 客务中心、自动售票机、进出站闸机 |
| 地下二层 站台层 |                                        | 1号线往古城（五棵松）            |
| 地下二层 站台层 | 岛式站台，左侧開门                     |                                  |
| 地下二层 站台层 | 1号线往环球度假区（八通线） （公主坟） |                                  |

- 万寿路車站西站廳
（2018年12月摄）
- 万寿路站站台
（2018年11月摄）
- 万寿路站站台
（往五棵松站方向）
（2018年11月摄）

### 站厅
万寿路站站厅分别位于万寿路口东西两侧，A、D口位于西厅，B、C口位于东厅。

### 站台
万寿路站的站台为岛式站台，位于复兴路地底。

## 出口
这个地铁站一共有8个出口，其中B口设有前往凯德晶品购物中心的通道。
|                               |                |                          |      |            |
| 编号                          | 指示           | 建议前往的目的地         | 照片 | 无障碍设施 |
| 出口 · A · 1                  | 复兴路（北侧） | 中国地震局、电信实业大厦 |      | 不適用     |
| 出口 · A · 2                  | 复兴路（北侧） | 中国地震局、电信实业大厦 |      | 不適用     |
| 出口 · B · 1                  | 复兴路（北侧） | 凯德晶品购物中心         |      | 不適用     |
| 出口 · B · 2                  | 复兴路（北侧） | 凯德晶品购物中心         |      | 不適用     |
| 出口 · C · 1                  | 复兴路（南侧） | 南京银行万寿路支行       |      | 不適用     |
| 出口 · C · 2                  | 复兴路（南侧） | 南京银行万寿路支行       |      | 不適用     |
| 出口 · D · 1 · 轮椅升降台标志 | 复兴路（南侧） |                          |      |            |
| 出口 · D · 2                  | 复兴路（南侧） |                          |      | 不適用     |
| 註： 設有輪椅升降台           |                |                          |      |            |